# Будище (Гомельський район)
Будище (біл. Будзішча) — село в Черетянській сільраді Гомельського району Гомельської області Білорусі.
Поруч поклади цегельної сировини (1,3 млн м³). 
Два занедбаних цегельних заводи. Занедбані глиняні кар'єри на південному сході від села. Газорозподільна станція «Будище» газопроводу «Щорс-Гомель». Є відомості про розташування в межах села стародавнього поховання часів Олександра Невського.

## Географія
Розташована в 17 км від залізничної станції Кравцовка (на лінії Гомель — Чернігів), 50 км на південний схід від Гомеля, 1,5 км від кордону з Україною.

## Транспортна мережа
Автодорога з'єднує село з Гомелем. Ділянка Черетянка — Будище не заасфальтовано.

## Населення

### Чисельність
- 2004 — 83 жителі.